# One Columbus Center
One Columbus Center es un rascacielos de oficinas  de 112 m de gran altura en la ciudad de Columbus, la capital del estado de Ohio (Estados Unidos). La obra comenzó en 1985 y se terminó al año siguiente. NBBJ diseñó el edificio según el estilo arquitectónico posmoderno. One Columbus Center costó 62 millones de dólares y es el undécimo más alto de Columbus. La fachada escalonada permite 15 oficinas en esquina en cada piso. Tiene 37 855 m² de superficie y se asienta en el antiguo emplazamiento del Hotel Deshler.